# Metallyra stenochioides
Metallyra stenochioides là một loài bọ cánh cứng trong họ Cerambycidae.